# The Hunters
The Hunters (bra: Raposas do Espaço) é um filme estadunidense de 1958 do gênero "Guerra" produzido e dirigido por Dick Powell para a 20th Century Fox, com roteiro baseado no romance homônimo de James Salter, adaptado pelo próprio autor e Wendell Mayes. 

## Elenco
| Ator            | Personagem                   |
| --------------- | ---------------------------- |
| Robert Mitchum  | Major Cleve Saville          |
| Robert Wagner   | Tenente Ed Pell              |
| Richard Egan    | Coronel Dutch Imil           |
| May Britt       | Kristina "Kris" Abbott       |
| Lee Philips     | Primeiro-tenente Carl Abbott |
| John Gabriel    | Primeiro-tenente Corona      |
| Stacy Harris    | Coronel "Monk" Moncavage     |
| Victor Sen Yung | sitiante coreano             |